# Park Hyo-joo
Park Hyo-joo (en hangul, 박효주; 8 de octubre de 1982) es una actriz surcoreana, conocida por su papel protagonista en el drama Chosun Police Temporada 1

## Carrera
Se unió al elenco de la primera temporada de la serie Chosun Police (también conocida como Byeolsungeom),
También participó en la exitosa película Punch, y en las series de televisión Air City, Girl K, y The Chaser.
En enero del 2020 se unió al elenco de la serie Romantic Doctor, Teacher Kim 2 donde dio vida a Shim Hye-jin, una controladora pero protectora anestesióloga del Hospital Geodae que es contratada como miembro del personal del centro de pruebas de Park Min Gook, hasta el final de la serie el 25 de febrero del mismo año. La serie es la secuela de Romantic Doctor, Teacher Kim.

## Filmografía

### Series de televisión
| Año     | Título                                | Papel                       | Red          | Ref.          |
| ------- | ------------------------------------- | --------------------------- | ------------ | ------------- |
| 2003    | Garden of Eve                         | Choi Mi-so                  | SBS          |               |
| 2004    | Sunlight Pours Down                   | Seung-ok                    | SBS          |               |
| 2004    | MBC Best Theater "Indie Via"          | MBC                         |              |               |
| 2004    | Drama City "What Should I Do?"        | Kyung-ja                    | KBS2         |               |
| 2005    | Biscuit Teacher and Star Candy        | SBS                         |              |               |
| 2006    | Thank You, My Life                    | Ga-eul                      | KBS2         |               |
| 2006    | A Woman's Choice                      | So Mi-na                    | KBS2         |               |
| 2007    | Air City                              | Im Ye-won                   | MBC          |               |
| 2007    | Drama City "I'm a Very Special Lover" | Kim Hong                    | KBS2         |               |
| 2007    | Chosun Police Season 1                | Yeo-jin                     | MBC Dramanet |               |
| 2009    | Ja Myung Go                           | Chi-so                      | SBS          |               |
| 2010    | My Country Calls                      | Agent Park Se-mi            | KBS2         |               |
| 2011    | Girl K                                | Min Ji-young                | CGV          |               |
| 2012    | K-POP - The Ultimate Audition         | Team leader Han Jung-eun    | Channel A    |               |
| 2012    | The Chaser                            | Detective Jo                | SBS          |               |
| 2012    | Drama Special "The Great Dipper"      | Choi Jae-hee                | KBS2         |               |
| 2014    | I Need Romance 3                      | Lee Min-jung                | tvN          |               |
| 2014    | Triangle                              | Kang Jin                    | MBC          |               |
| 2014    | Flower Grandpa Investigation Unit     | Jeon Hye-jin                | tvN          |               |
| 2014    | Secret Door                           | Woon-shim                   | SBS          |               |
| 2014    | Twenty Again                          | Kim Yi-jin                  | tvN          |               |
| 2016    | Wanted                                | Yeon-Woo-Shin               | SBS          |               |
| 2017    | Radio Romance                         |                             | KBS2         |               |
| 2018    | God's Quiz                            | Moon Soo-an                 | OCN          |               |
| 2019    | The Wind Blows                        | Jo Mi-kyung                 | JTBC         | [ 5 ]         |
| 2019    | Chief of Staff                        | Lee Ji-eun                  | JTBC         |               |
| 2020    | Romantic Doctor, Teacher Kim 2        | Anestesióloga Shim Hye-jin  | SBS          |               |
| 2021    | Racket Boys                           | Esposa                      | SBS, Netflix | [ 6 ]         |
| 2021-22 | Now, We Are Breaking Up               | Jeon Mi-sook                | SBS          |               |
| 2022    | Bajo el paraguas de la reina          | Niñera (aparición especial) | tvN, Netflix | [ 7 ]         |
| 2023    | Revenant                              | Madre de Yeom Hae-sang      | SBS          | [ 8 ]         |
| 2023    | Battle for Happiness                  | Oh Yu-jin                   | ENA          | [ 9 ]         |
| 2025    | For Eagle Brothers                    | Moon Mi-soon                | KBS2         | [ 10 ] [ 11 ] |

### Cine
| Año  | Título                                  | Papel                                |
| ---- | --------------------------------------- | ------------------------------------ |
| 2001 | Un Día                                  | enfermera de la ambulancia           |
| 2002 | Conducta Cero                           | Princesa Oh                          |
| 2003 | Loco Primer Amor                        | mujer indiferente                    |
| 2003 | Brisa De Primavera                      | Yoo-na (cafetería "dabang" chica #1) |
| 2004 | El señor Gam de la Victoria             | Shin Hye-young                       |
| 2005 | Los ojos rojos                          | Soo-jin                              |
| 2007 | El Elefante en la Bicicleta             | Yoo-ri                               |
| 2008 | The Chaser                              | Detective Oh Eun-shil                |
| 2009 | La Fortuna Salón                        | Soo-jung                             |
| 2009 | Yo Soy Feliz                            | Enfermera Young-sook                 |
| 2009 | Secreto                                 | Hye-jin                              |
| 2011 | Cumplir con las Leyes                   | Jin-kyung                            |
| 2011 | Punch                                   | Lee Ho-jeong                         |
| 2013 | 48m                                     | Park Seon-hee                        |
| 2013 | La Gripe                                | Profesora Jung                       |
| 2013 | Los Cinco                               | Hye-jin                              |
| 2014 | Tazza: The Hidden Tarjeta               | Señora                               |
| 2015 | Los Archivos De Documentos Clasificados | esposa                               |
| 2015 | El amor Guía para Dumpees               | Joo-yeon                             |
| 2020 | Boston 1947                             | Esposa de Nam Sung-young             |
| 2020 | Hotel Lake                              | Ye Rin                               |

## Premios y nominaciones
| Año  | Categoría                                                    | Premio               | Trabajo                 | Resultado |
| ---- | ------------------------------------------------------------ | -------------------- | ----------------------- | --------- |
| 2021 | Best Supporting Actress in a Miniseries Romance/Comedy Drama | 2021 SBS Drama Award | Now, We Are Breaking Up | Ganó      |